# Maelstrom (jeu vidéo)
Pour les articles homonymes, voir Maelstrom (homonymie).
Maelstrom est un jeu vidéo de stratégie en temps réel développé par KD Vision et édité par Codemasters, sorti en 2007 sur Windows.

## Accueil
| Maelstrom |      |       |
| Média     | Pays | Notes |
| Joystick  | FR   | 4/10  |